# Poolse ruimte
In de topologie, een deelgebied van de wiskunde, is een Poolse ruimte een scheidbare volledig metriseerbare topologische ruimte, dat wil zeggen een ruimte die homeomorf is aan een volledige metrische ruimte, die een telbare dichte deelverzameling heeft. Poolse ruimten zijn zo genoemd, omdat zij voor het eerst uitgebreid werden bestudeerd door Poolse topologen en logici - Wacław Sierpiński, Kazimierz Kuratowski, Alfred Tarski en anderen. Pools ruimten worden vandaag de dag vooral bestudeerd omdat zij het juiste kader bieden voor de studie van de beschrijvende verzamelingenleer, met inbegrip van de studie van Borel-equivalentierelaties.
Bekende voorbeelden van Poolse ruimten zijn de reële lijn, de Cantor-ruimte, en de Baire-ruimte. In aanvulling hierop kunnen sommige ruimtes, die in de gebruikelijke topologie geen volledige metrische ruimten zijn, wel Poolse ruimten zijn; het open interval (0, 1) is bijvoorbeeld een Poolse ruimte.
Tussen elke twee overaftelbare Poolse ruimten bestaat een Borel isomorfisme; dat wil zeggen een bijectie, die de Borel-structuur bewaart. In het bijzonder heeft elke overaftelbare Poolse ruimte de kardinaliteit van het continuüm.
Veralgemeningen van Poolse ruimten zijn onder andere de Lusin-ruimten, de Suslin-ruimten en de Radon-ruimtes.